# روبين جوهانس
روبين جوهانس (بالإنجليزية: Robyn Johannes)‏ (23 يونيو 1986 بكيب تاون في جنوب أفريقيا - ) هو لاعب كرة قدم جنوب أفريقي في مركز الدفاع. شارك مع منتخب جنوب أفريقيا لكرة القدم. أما مع النوادي، فقد لعب مع أورلاندو بيراتس وماميلودي صن داونز ونادي جامعة بريتوريا ولمونتفيل غولدن أروز ‏ وماريتزبرغ يونايتد ‏ ونادي أمازولو.

## وصلات خارجية
- روبين جوهانس على موقع قاعدة بيانات كرة القدم.إي يو (الإنجليزية)
- روبين جوهانس على موقع ناشيونال فوتبول تيمز (الإنجليزية)
- روبين جوهانس على موقع Soccerway.com (الإنجليزية)